# Calínico (sofista)
Calínico, también llamado o apodado Sutorio o Suetorio, a veces conocido como Calínico de Petra (en latín: Callinicus  y en griego: Καλλίνικος) fue un antiguo historiador griego de ascendencia árabe, orador, retórico y sofista que floreció en el siglo III.
Provenía de una eminente familia local de Arabia Pétrea o Siria. Poco se sabe de su familia, excepto que el padre de su padre se llamaba Gayo.
Calínico fue una de las grandes figuras culturales que vinieron del Imperio Romano Oriental. Era contemporáneo y amigo del emperador romano Galieno (253-268) y la reina del Imperio de Palmira, Zenobia.
Durante el reinado de Gallieno y su padre Valeriano, Calínico enseñó Retórica en Atenas, Grecia. Más tarde, Calínico aceptó el patrocinio de la reina siria de Palmira, Zenobia (que reinó antes de 258-273). Calínico se mudó y vivió en la corte de Zenobia primero en Palmira y luego en Alejandría, Egipto.
En 273, Calínico fue ejecutado con el consejero principal y el sofista griego de Zenobia, Casio Dionisio Longino, por orden del emperador romano Aureliano. Zenobia se había rebelado contra el Imperio Romano y Aureliano había derrotado y terminado la revuelta de Zenobia desde Roma en Emesa (actual Homs, Siria).
Calínico había escrito varias piezas de alfabetización incluyendo varios discursos y Encomios. Sus obras incluyen:
- Al lupus, sobre el mal gusto de la retórica
- Prosphonetikon a Galieno, un saludo dirigido al emperador
- Para Cleopatra, Sobre la historia de Alejandría, 10 libros escritos sobre la historia de Alejandría que estaban dedicados a una "Cleopatra", que probablemente era Zenobia. Ella dice ser descendiente de la reina griega ptolemaica Cleopatra VII de Egipto
- Sobre la renovación de Roma
- Contra las sectas filosóficas